# Allocapnia simmonsi
Allocapnia simmonsi är en bäcksländeart som beskrevs av Boris C. Kondratieff och Voshell Jr. 1981. Allocapnia simmonsi ingår i släktet Allocapnia och familjen småbäcksländor. Inga underarter finns listade i Catalogue of Life.